# Giardino Afif-Abad
Il Giardino Afif-Abad (in persiano باغ عفیف آباد - Bāq-i Afif-Ābād‎), originariamente Giardino Gulshan (in persiano باغ گلشن - Bāq-i Gulshan‎), è un complesso museale a Shiraz in Iran.
Nel ricco quartiere Afif-Abad di Shiraz, il complesso fu costruito nel 1863. Contiene un'ex residenza reale, un museo storico delle armi e un giardino persiano, tutti aperti al pubblico.

## Storia
Il giardino Gulshan è uno dei giardini più antichi di Shiraz. Durante la dinastia safavide, fu usato come palazzo dai re safavidi. L'attuale edificio principale fu costruito da Mirza Ali Mohammad Khan Qavam II nel 1863 che acquistò un qanat vicino per irrigare il suo giardino. Dopo la sua morte, il giardino fu ereditato da sua nipote, Afife, e venne chiamato "Afif-Abad".

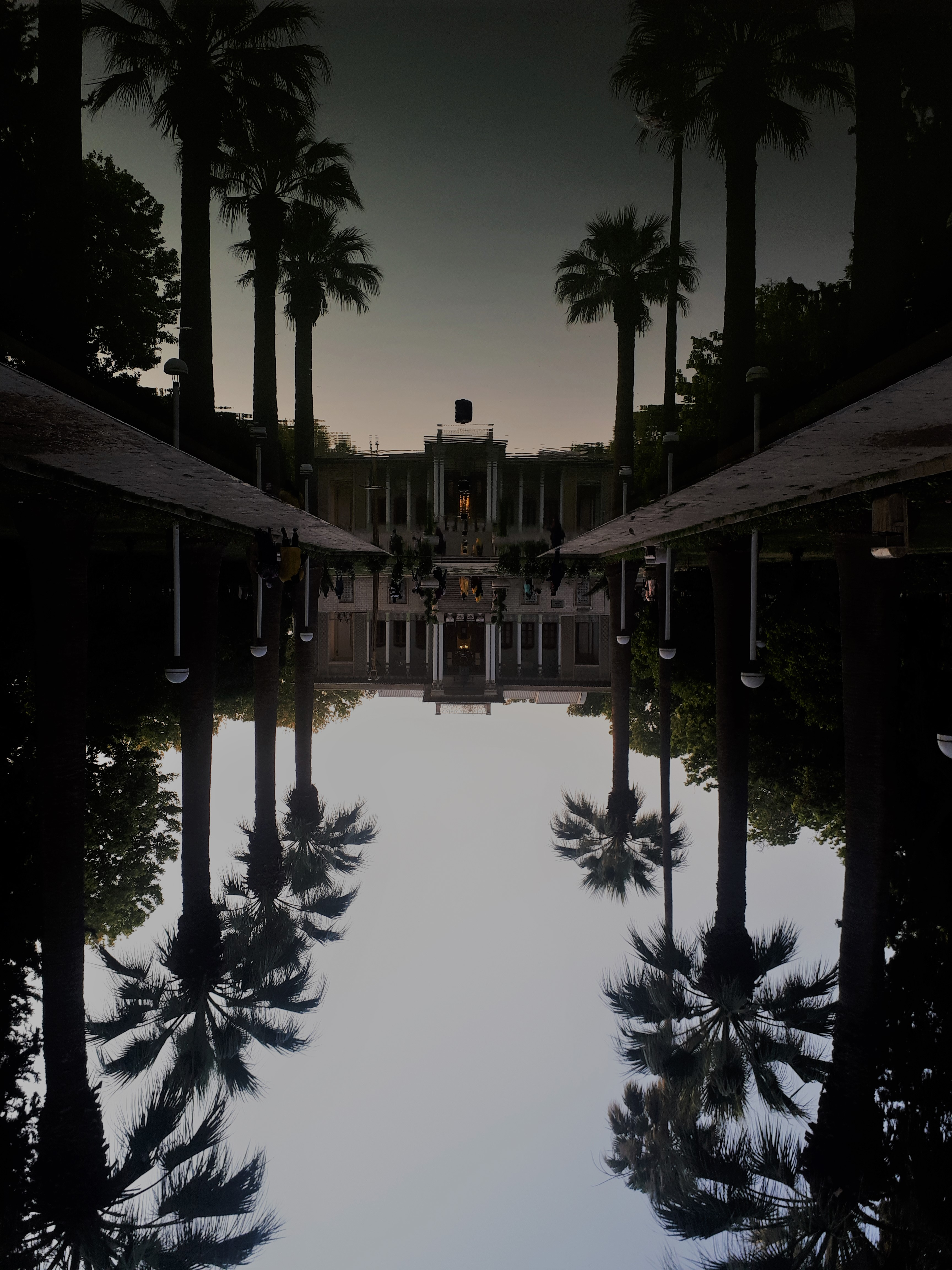
Riflesso dell'edificio nella piscina centrale

Nel 1962 fu restaurato dall'esercito. Ora è un museo delle armi.

## Galleria d'immagini

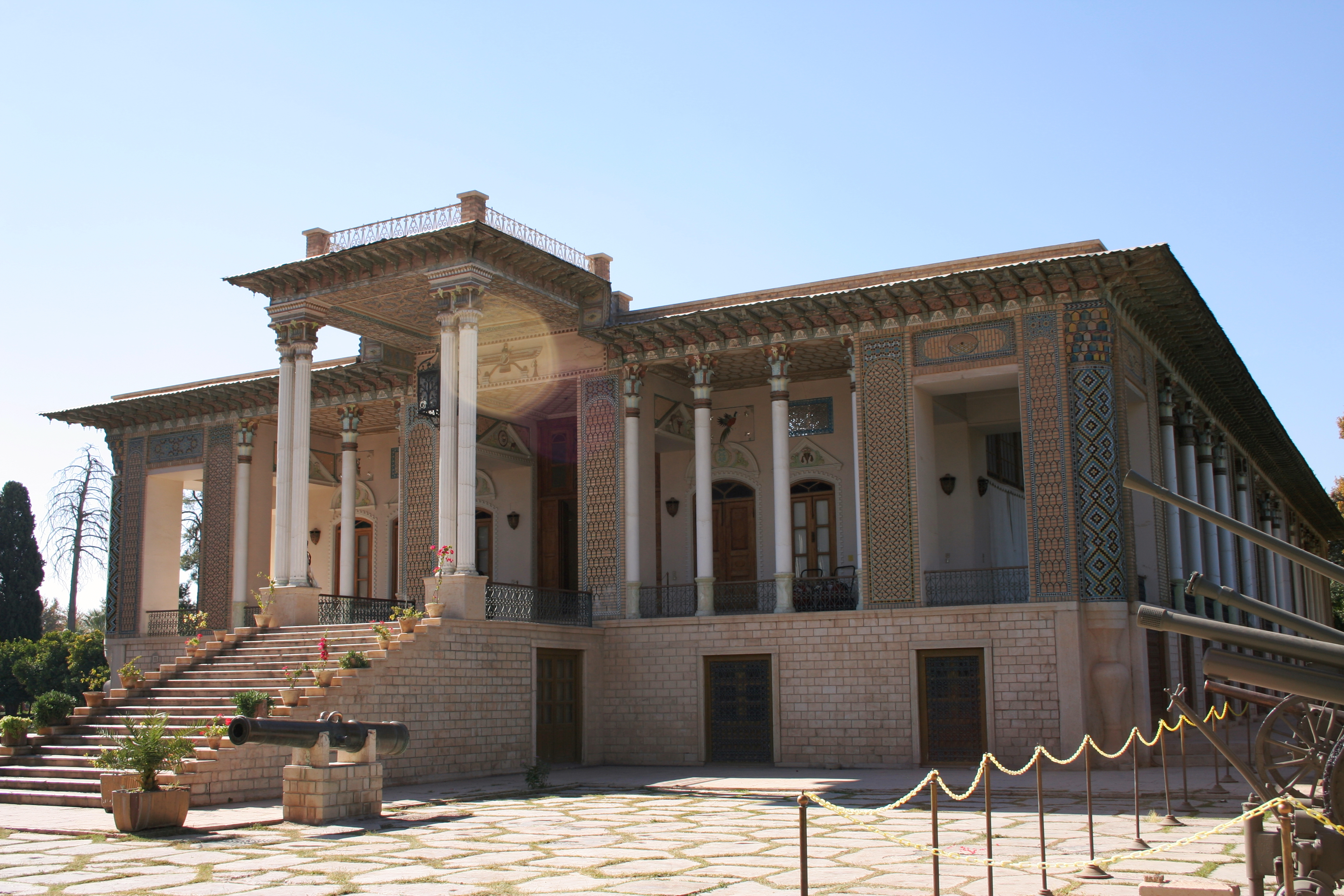
Un'altra vista del palazzo
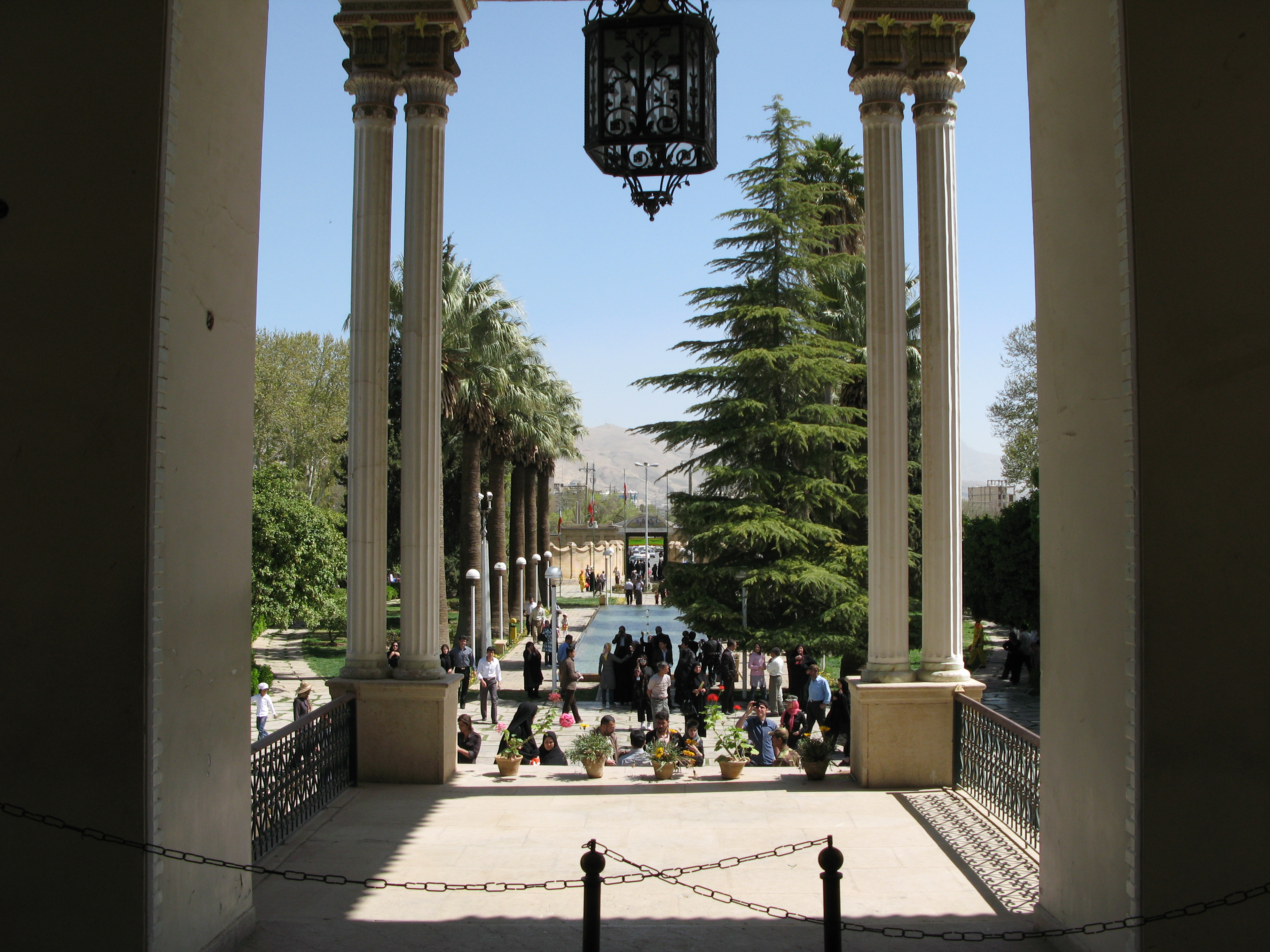
Vista dall'ingresso
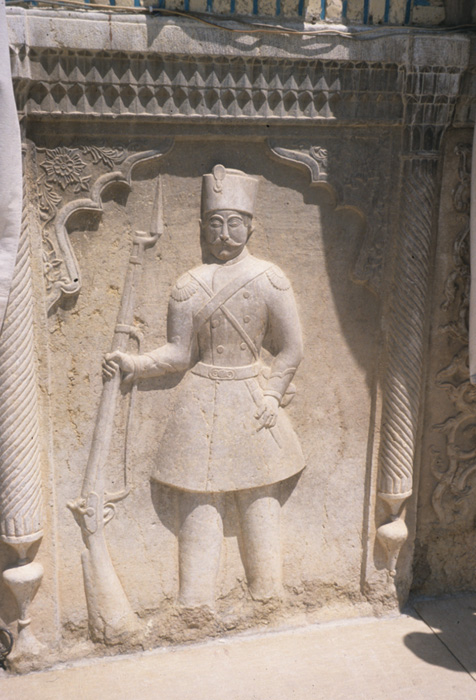
Un rilievo di un soldato Qajar su una delle pareti del palazzo
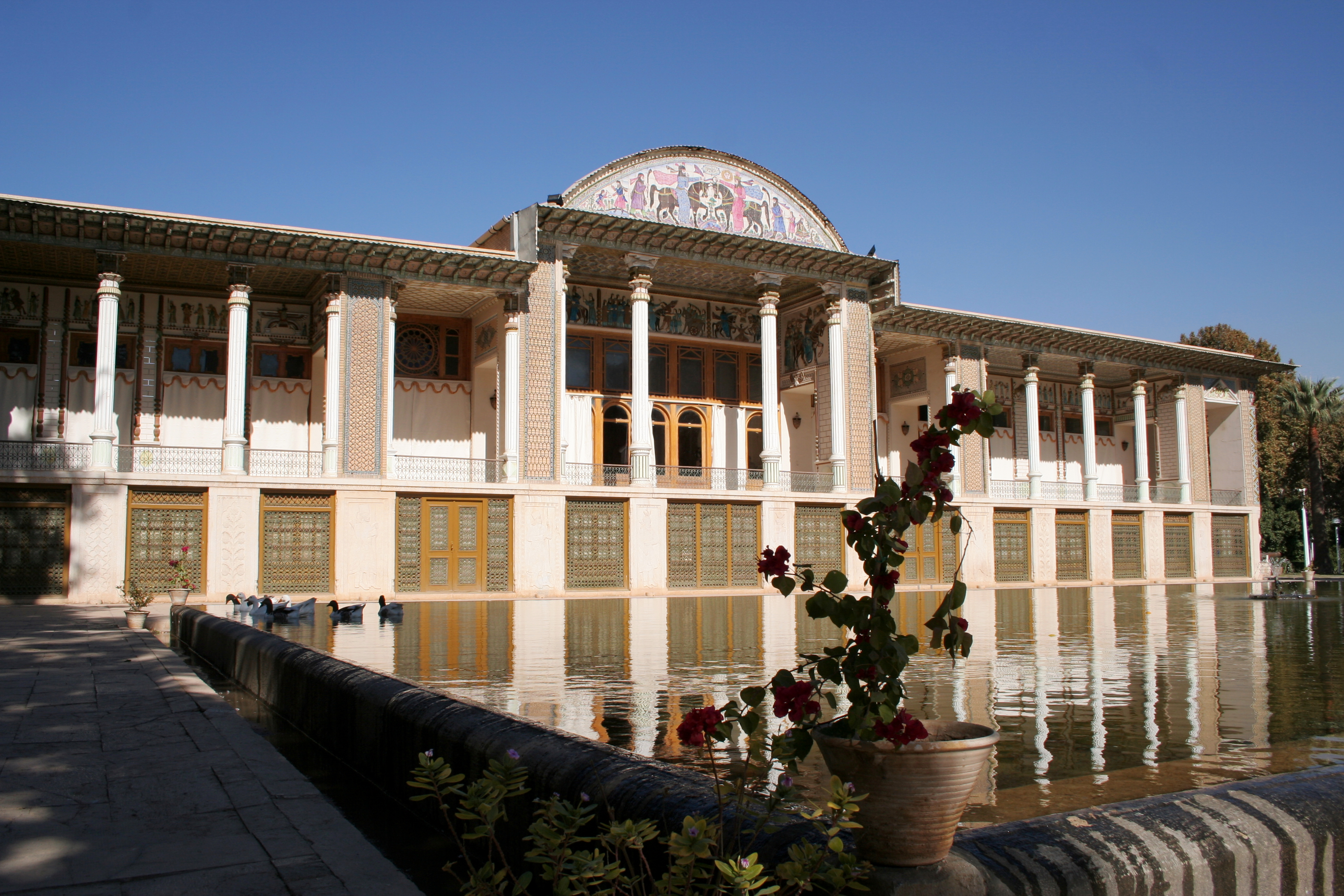
Vista sul giardino e sul palazzo
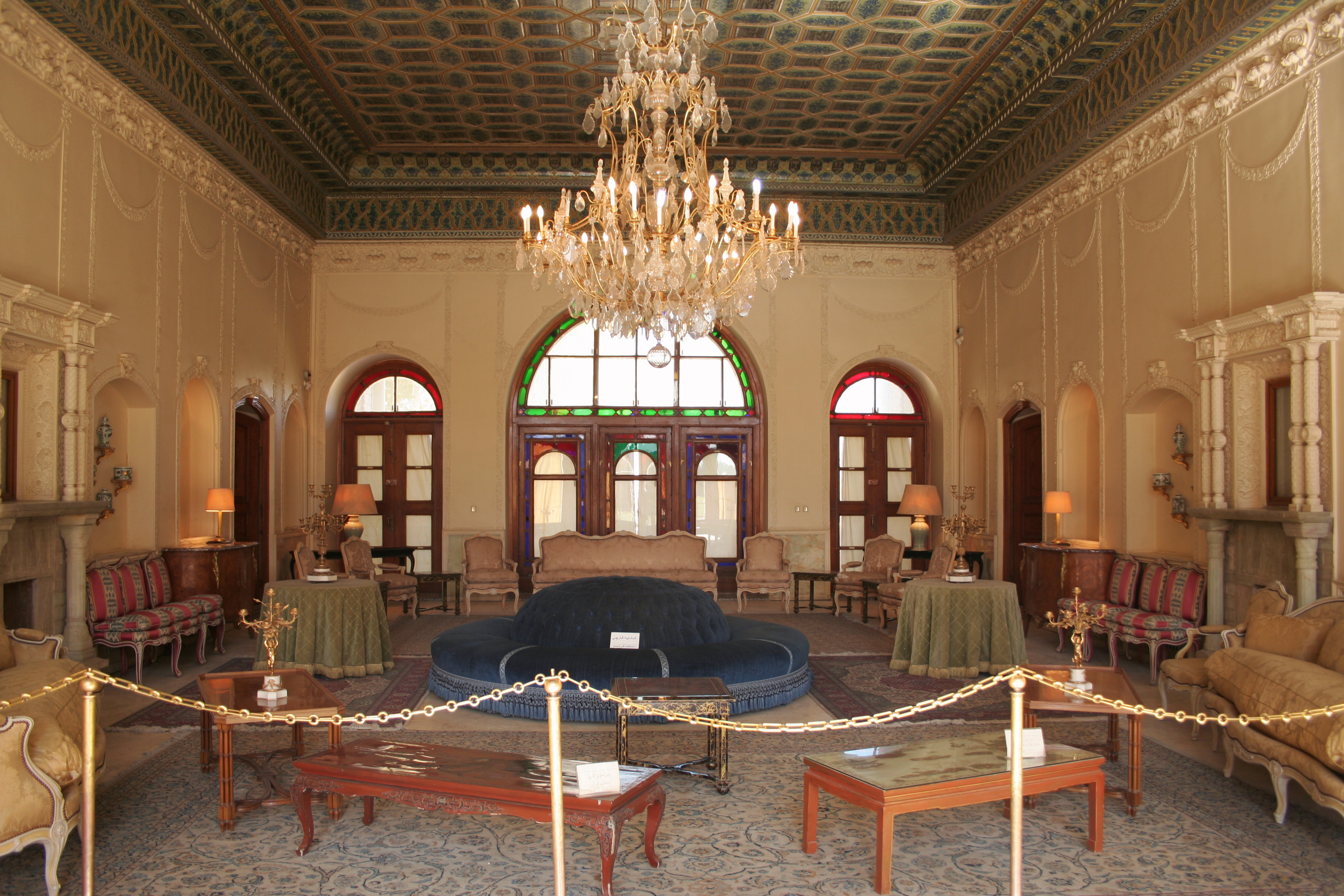
Sala del palazzo

## Voci corrette
- Storia dell'Iran
- Architettura iraniana
- Persia e Iran
- Sovrani della Persia
- Letteratura persiana
- Rivoluzione costituzionale persiana
- Harem
- Scià